# Hoya williamsiana
Hoya williamsiana är en oleanderväxtart som beskrevs av Kloppenb., Siar, G.Mend., Cajano, Guevarra och Carandang. Hoya williamsiana ingår i släktet Hoya och familjen oleanderväxter. Inga underarter finns listade i Catalogue of Life.